# قمة مكة (2018)
قمة مكة أو قمة دعم الأردن هي قمة دعى لها الملك سلمان بن عبد العزيز آل سعود لدعم الأردن وللتخفيف من حدة الأزمة الاقتصادية والإضطرابات التي عمت جميع محافظات الأردن في 30 مايو 2018. وقد أجرى الملك سلمان بن عبد العزيز آل سعود مجموعة من الاتصالات بالملك عبد الله الثاني ملك المملكة الأردنية الهاشمية، والأمير صباح الأحمد الصباح أمير دولة الكويت، والشيخ محمد بن زايد آل نهيان ولي عهد أبو ظبي وتم الاتفاق على عقد اجتماع يضم الدول الأربع في مكة المكرمة يوم الأحد 26 رمضان 1439 هـ الموافق 10 يونيو 2018.
تم الاتفاق بتقديم كلاً من الأردن والسعودية والإمارات والكويت حزمة من المساعدات الاقتصادية للأردن يصل إجمالي مبالغها إلى مليارين وخمسمائة مليون دولار أمريكي، ووديعة في البنك المركزي الأردني، كذلك ضمانات للبنك الدولي لمصلحة الأردن، وتقديم دعم سنوي لميزانية الحكومة الأردنية لمدة خمس سنوات، وتمويل من صناديق التنمية لمشاريع إنمائية.

## خلفية تاريخية
في 30 مايو 2018 إندلعت إضرابات واسعة النطاق في جميع محافظات الأردن احتجاجًا على مشروع قانون ضريبة الدخل المعدَّل والذي رفعته الحكومة الأردنية إلى مجلس الأمة لبحثه وإقراره في دورة استثنائية. واستجابت غالبية المؤسسات والقطاعات الصناعية والتجارية لدعوة النقابات المهنية للإضراب الذي بدأ صباح يوم 30 مايو 2018، رفضاً لقانون ضريبة الدخل الجديد. وتوقفت قطاعات واسعة عن العمل، من بينها نقابة المهندسين ونقابة المحامين والممرضين والصحفيين، إضافة إلى المحال التجارية والخدمية، وموظفي الشركات والمؤسسات الرسمية وغير الرسمية، رفضًا لمشروع قانون ضريبة الدخل. وأقفلت معظم المحال التجارية في العاصمة عمّان والمحافظات أبوابها كخطوة احتجاجية على إجراءات الحكومة الاقتصادية، حيث علّق أصحاب تلك المحال شعارات تؤكد بأن الحكومة أرهقت القطاع التجاري بالضرائب، فيما انعكس ذلك على الحركة الشرائية لدى المواطنين.
احتشد الآلاف أمام مجمع النقابات المهنية بالعاصمة عمّان، رافعين شعارات تطالب «الشعب يريد إسقاط الحكومة» لفشلها بإدارة الملف الاقتصادي وتحميل المواطنين أعباء إضافية عبر سلسلة من الإجراءات كان آخرها مشروع قانون ضريبة الدخل الجديد. في 4 يونيو 2018 توّج الإضراب باستقالة رئيس الوزراء هاني الملقي على خلفية الاحتجاجات الشعبية، وتكليف عمر الرزاز بتشكيل الحكومة.

## قمة مكة
دعى الملك سلمان بن عبد العزيز آل سعود كلاً من الأردن والسعودية والإمارات والكويت لقمة في مكة لدعم الأردن، حيث قدمت السعودية والإمارات والكويت مساعدات بقيمة 2.5 مليار دولار للتخفيف من حدة الأزمة، بالإضافة إلى «وديعة في البنك المركزي الأردني، وضمانات للبنك الدولي لمصلحة الأردن، وبدعم سنوي لميزانية الحكومة الأردنية لمدة خمس سنوات، وبتمويل من صناديق التنمية لمشاريع إنمائية» كما جاء في بيان القمة الختامي.

### القادة المشاركون

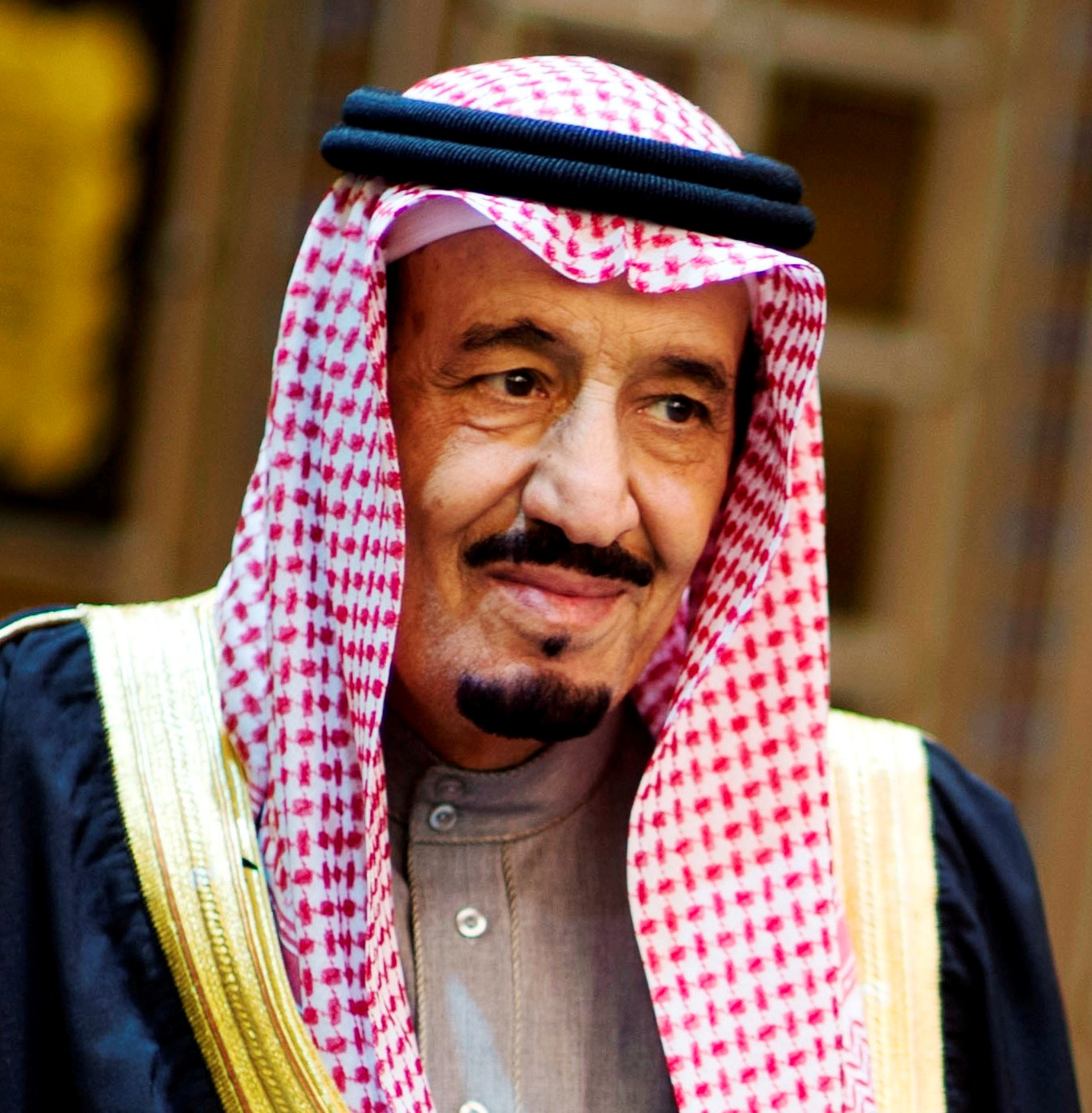
السعودية سلمان بن عبد العزيز آل سعود ، ملك المملكة العربية السعودية
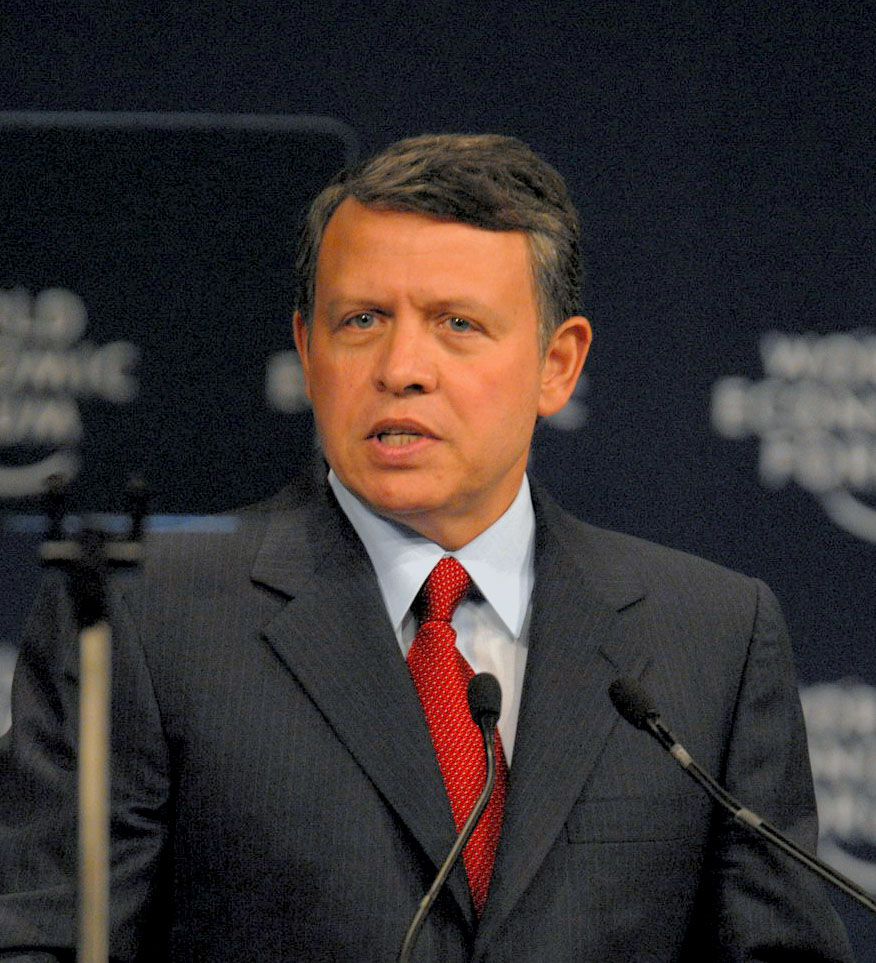
الأردن عبد الله الثاني بن الحسين، ملك المملكة الأردنية الهاشمية
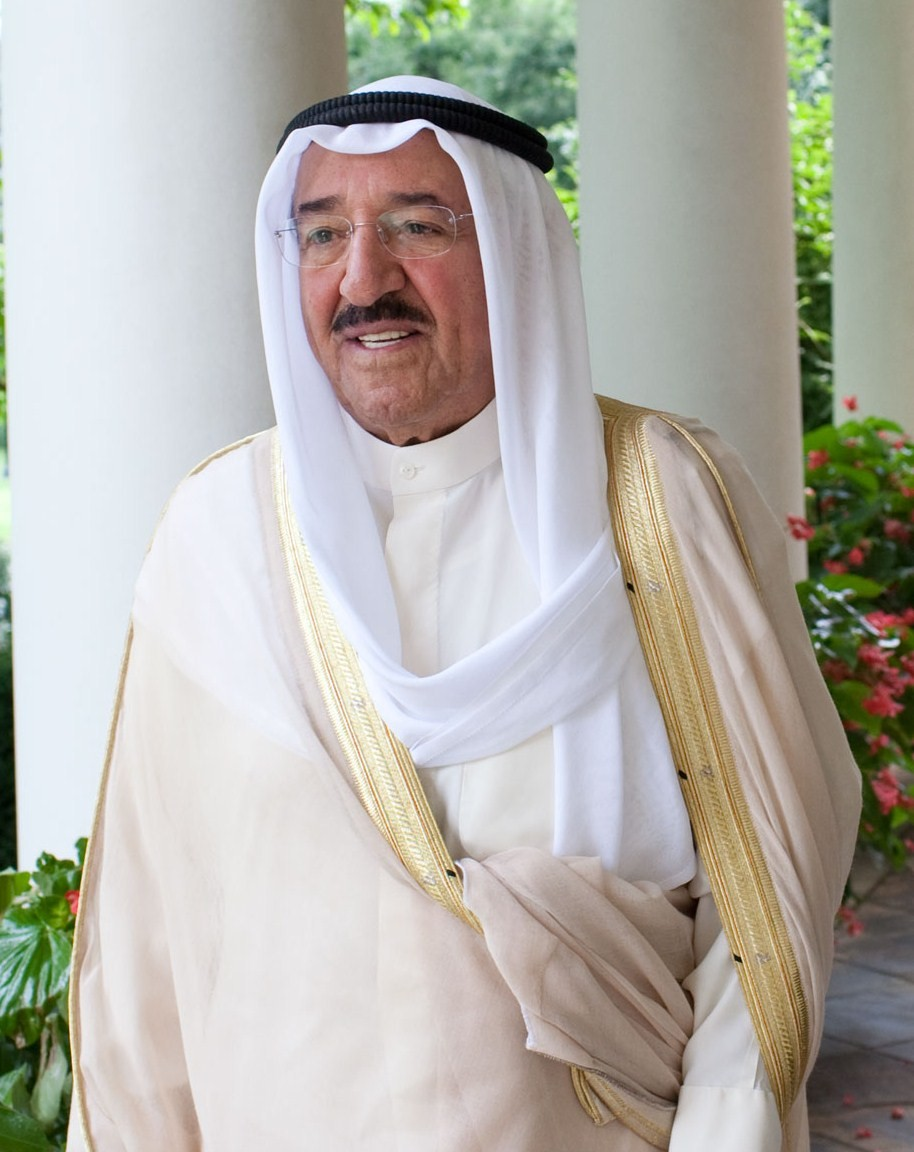
الكويت صباح الأحمد الجابر الصباح، أمير الكويت
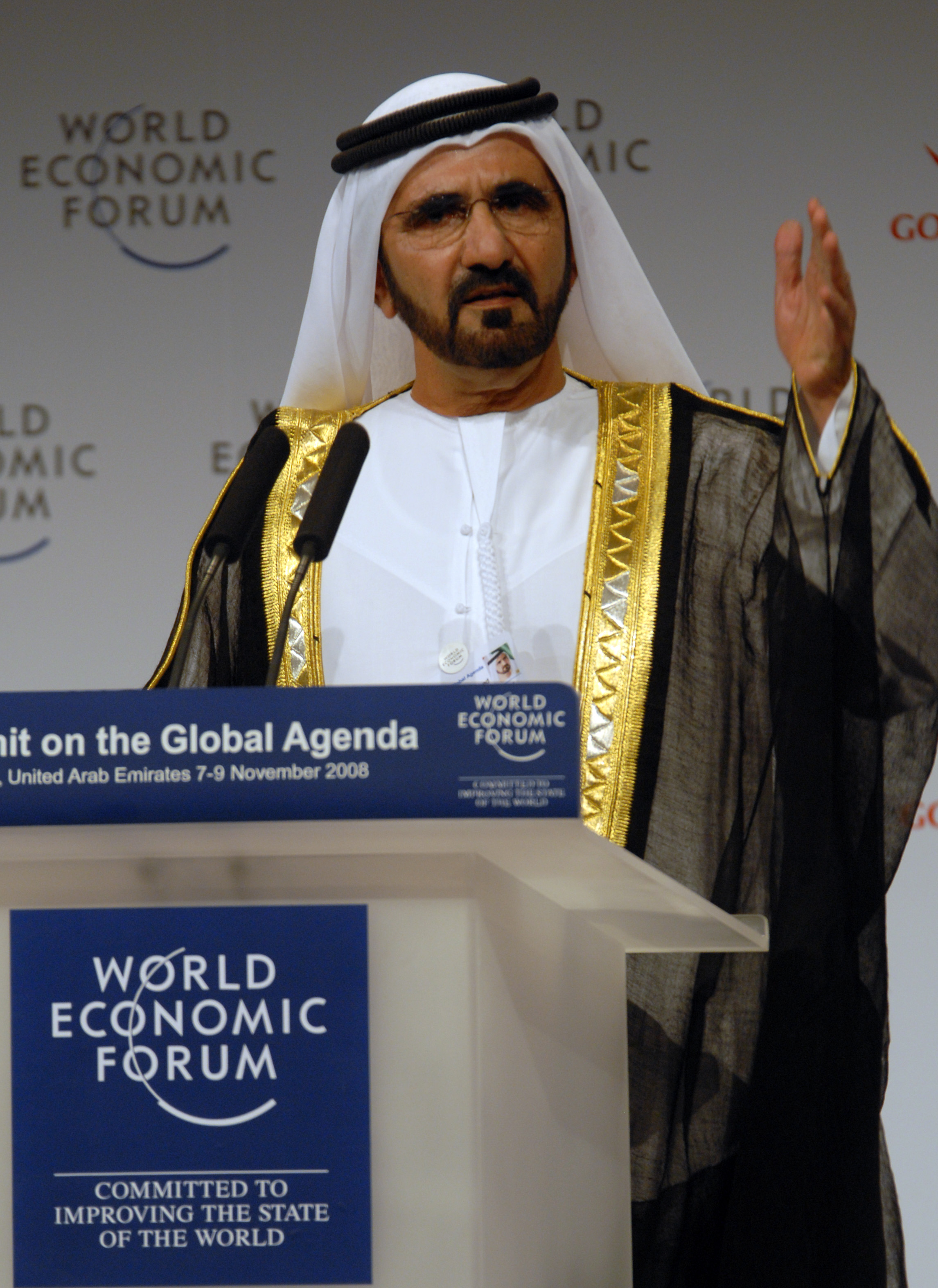
الإمارات العربية المتحدة محمد بن راشد آل مكتوم، نائب رئيس دولة الإمارات العربية المتحدة ورئيس مجلس الوزراء بدولة الإمارات العربية المتحدة وحاكم إمارة دبي ووزير الدفاع